# Station Saint-Nabord
Station Saint-Nabord is een spoorwegstation in de Franse gemeente Saint-Nabord.